# Fiat money
Fiat money er det engelske udtryk for et erklæret lovligt betalingsmiddel, som er udstedt af en centralbank, men i modsætning til penge, der repræsenterer en værdi, ikke kan omveksles til fx en bestemt vægtenhed i guld eller sølv. Udtrykket "fiat money" bruges også undertiden direkte på dansk, men der bruges også en række forskellige danske udtryk for det samme begreb, således papirpenge, autoriserede penge, lovpligtige eller autoriserede betalingsmidler samt fiatvaluta (en direkte oversættelse af det engelske synonym "fiat currency"). Også den direkte oversættelse "fiat penge" er blevet anvendt.
Moderne økonomier er baseret på sådanne autoriserede, men uindløselige betalingsmidler, der er helt dominerende i betalingsformidlingen. Det gælder således også Danmark.

## Etymologi
Udtrykket kommer fra latin: fiat, som betyder "lad det ske". Navnet henviser til, at indførelsen af sådanne pengeformer typisk er sket ved en offentlig lov eller et dekret.

## Historie
Oprindelig har vareudveksling formodentlig fundet sted ved hjælp af byttehandel. Nogle varer har udviklet sig til at være standardiserede enheder, som kunne lette vareudvekslingen ved både at blive brugt som regneenhed og betalingsmiddel. Sådanne varer kaldes varepenge; mønter lavet af ædelmetaller som sølv og guld er blandt de mest kendte eksempler. Varepenge er altså karakteriseret ved, at de anvendte betalingsmidler har en iboende værdi: Genstandene har også en alternativ anvendelse. Senere i pengenes historie er man begyndt at anvende såkaldte repræsentative penge, typisk pengesedler, som for eksempel repræsenterede en bestemt værdi i guld og kunne indløses til guld af denne værdi hos den institution, der udstedte dem. Efterhånden har man imidlertid afskaffet guldindløseligheden. I det øjeblik, en pengeseddel ikke længere kan indløses til en genstand med en selvstændig værdi, overgår den fra at være repræsentative penge til at være fiat money. Forskellen ligger altså i, om pengesedlen repræsenterer et krav på en vare (f.eks. et ædelmetal).
Historisk har autroriserede betalingsmidler i nogle tilfælde været anvendt af private banker eller andre institutioner. I moderne tid bliver de generelt reguleret af myndighederne i form af de enkelte valutaomrdåders centralbank.
Statsudstedte autoriserede betalingsmidler i form af pengesedler blev først anvendt i 1000-tallet i Kina. I 1900-tallet er sådanne uindløselige betalingsmidler blevet dominerende i monetære transaktioner verden over i takt med, at verdens stater er gået væk fra guldstandarden og tilsvarende metalbaserede systemer. Danmark afskaffede de facto guldfoden i 1931 under den store depression. Dog blev den indirekte genindført i perioden 1945-1971 i form af den såkaldte guldvekselfod, der var et afgørende element i de første efterkrigsårtiers Bretton Woods-system. Ifølge dette opretholdt Danmark og de øvrige ikke-amerikanske deltagerlande en fast valutakurs i forhold til den amerikanske dollar, mens USA opretholdt dollarens indløselighed til guld. Da præsident Richard Nixon i 1971 besluttede, at USA skulle forlade guldstandarden, blev systemet med repræsentative penge dog endegyldigt forladt verden over.

## Værdi
Værdien af et autoriseret, men uindløseligt betalingsmiddel kommer fra folks tro på betalingsmidlet via tilliden til den institution som har udstedt den, typisk en centralbank. I Danmark udstedes penge således af Danmarks Nationalbank. En supplerende årsag er, at staten kan kræve at modtage skattebetalinger via det pågældende betalingsmiddel.